# 小林清 (地方公務員)
小林 清（こばやし きよし）は、日本の地方公務員。東京都生活文化局長や、東京都主税局長、建設資源広域利用センター代表取締役社長を経て、明治大学公共政策大学院教授。

## 人物・経歴
1981年東京工業大学（のちの東京科学大学）工学部社会工学科卒業、東京都入庁。経済企画庁に出向し経済白書の作成にあたったのち、墨田区役所ですみだトリフォニーホールの設立（主に運営計画の策定）にあたった。
文京都税事務所長、東京都知事本局企画調整部企画調整担当部長、東京都知事本局計画調整部長、東京都生活文化スポーツ局総務部長等を経て、2011年東京都知事本局次長兼理事（調整担当）。2012年から東京都生活文化局長を務め、東京都消費生活基本計画の改定や、東京都美術館のリニューアルなどを進めた。
2015年から東京都主税局長として、地方法人課税偏在是正措置への対応を行うなどした。2016年に退職し、建設資源広域利用センター代表取締役社長に就任。
2018年明治大学ガバナンス研究科専任教授、墨田区都市計画マスタープラン改定検討委員会委員。2019年大田区空港臨海部グランドビジョン策定専門部会委員長、墨田区都市計画審議会委員、東京都生活協同組合連合会理事。2020年墨田区文化振興財団理事長。日野市コンプライアンス委員会会長等も務めた。

## 著書
- 『解説経済白書 昭和63年版』（共著）東洋経済新報社 1988年
- 『解説経済白書 昭和64年版』（共著）東洋経済新報社 1989年